# Germantown (hrabstwo Juneau)
Germantown – miasto w Stanach Zjednoczonych, w stanie Wisconsin, w hrabstwie Juneau.